# Карпеко, Владимир Кириллович
Владимир Кириллович Карпеко (18 февраля 1922, Казатин — 7 февраля 1993, Москва) — русский советский поэт. Лауреат премии им. А. Фадеева (1981), член Союза писателей СССР (1955). Заслуженный работник культуры Бурятской АССР (1984).

## Биография
Родился в семье железнодорожника. В 1937 году отец был репрессирован, и мать с детьми уехала в деревню Козловка в Белоруссии. Учился в Паричской средней школе, окончив которую в 1939 году поступил в Ленинградский институт инженеров железнодорожного транспорта. 
Участник советско-финской и Великой Отечественной войн, разведчик. с июля 1941 — краснофлотец 7-й бригады морской пехоты Ленинградского фронта, с декабря 1942 — командир взвода разведки 59-го полка 191-й стрелковой дивизии, с конца 1944 — разведчик в составе 219-й, затем 207-й стрелковой дивизии. Дважды ранен и контужен. Инвалид войны 3-й группы. Награждён орденами: Отечественной войны 1 степени, Славы ІІІ степени, многими медалями. 
После войны жил и работал в Крыму, сотрудничал в газете «Крымский комсомолец», был знаком с писателем П. А. Павленко, оказавшим на Владимира большое влияние. Печатался с 1947 года. Поступил в Литературный институт имени Горького, после 3 курса был отчислен, но всё же окончил Институт в 1957 году.

## Творчество
В произведениях разрабатывал тему героизма, верности воинскому долгу.
В 1950 году вышла первая книжка, затем сборники «Широкая дорога» (1950), «Алексей Большаков» (1952), «Ещё про это» (1954), «Про мальчика Петю» (1954), «От сердца к сердцу» (1956), «Лицом к огню» (1959), «Такая моя планета» (1963), «Дорога под небом» (1967), «Пять лучей» (1968), «Без риска остаться живыми» (1968), «Страницы моей памяти» (1970), «Эхо гнева» (1974), «Нашим Ярославнам» (1975), «Просто жизнь» (1976), «Наследник гроз» (1981), «Избранное» (1983), «Черта» (1984).
За книгу «Наследники гроз» Владимир Карпеко удостоен звания лауреата премии им. А. А. Фадеева.
Повести о разведчиках (совместно с Игорем Акимовым).
Автор текста песен из кинофильмов «Страницы былого» (1957), «Исправленному верить» (1959), «ЧП» (1958), «Вдали от Родины» (1960), «Голубая стрела» (1958) и других.

Известные песни: «Я сказал тебе не все слова», «Ах, какая драма „Пиковая дама“», «Возвратятся домой корабли», «Облака», «Ребята настоящие» и другие.
Похоронен на Переделкинском кладбище.